# Чемпионат мира по настольному теннису 2011
Чемпионат мира по настольному теннису 2011 года прошёл в Роттердаме (Нидерланды) с 8 по 15 мая. Спонсором чемпионата была Guangzhou Automobile Group (GAC).

## Медали

### Команды
| Место | Страна           | Золото | Серебро | Бронза | Всего |
| ----- | ---------------- | ------ | ------- | ------ | ----- |
| 1     | Китай            | 5      | 5       | 4      | 14    |
| 2     | Гонконг          | 0      | 0       | 2      | 2     |
| 2     | Республика Корея | 0      | 0       | 2      | 2     |
| 3     | Германия         | 0      | 0       | 1      | 1     |
| 3     | Япония           | 0      | 0       | 1      | 1     |
| Всего | Всего            | 5      | 5       | 10     | 20    |

### Медалисты
| Разряд                   | Золото             | Серебро         | Бронза                    |
| ------------------------ | ------------------ | --------------- | ------------------------- |
| Мужской одиночный разряд | Чжан Цзикэ         | Ван Хао         | Тимо Болль                |
| Мужской одиночный разряд | Чжан Цзикэ         | Ван Хао         | Ма Лун                    |
| Женский одиночный разряд | Дин Нин            | Ли Сяося        | Лю Шивэнь                 |
| Женский одиночный разряд | Дин Нин            | Ли Сяося        | Го Юэ                     |
| Мужской парный разряд    | Ма Лун Сюй Синь    | Чэнь Ци Ма Линь | Чон Ён Сик Ким Минсок     |
| Мужской парный разряд    | Ма Лун Сюй Синь    | Чэнь Ци Ма Линь | Ван Хао Чжан Цзикэ        |
| Женский парный разряд    | Го Юэ Ли Сяося     | Дин Нин Го Янь  | Ким Кён А Пак Ми Ён       |
| Женский парный разряд    | Го Юэ Ли Сяося     | Дин Нин Го Янь  | Цзян Хуацзюнь Те Яна      |
| Микст                    | Чжан Чао Цао Чжэнь | Хао Шуай Му Цзы | Чжан Юй Цзян Хуацзюнь     |
| Микст                    | Чжан Чао Цао Чжэнь | Хао Шуай Му Цзы | Сэйя Кисикава Ай Фукухара |